# Ocupación japonesa de las Indias Orientales Neerlandesas
El Imperio del Japón ocupó las Indias Orientales Neerlandesas (ahora Indonesia) durante la Segunda Guerra Mundial desde marzo de 1942 hasta el final de la guerra en septiembre de 1945. Fue uno de los periodos más cruciales e importantes en la historia moderna de Indonesia.
En mayo de 1940, Alemania ocupó los Países Bajos y se declaró la ley marcial en las Indias Orientales Neerlandesas. Tras el fracaso de las negociaciones entre las autoridades holandesas y las japonesas, se congelaron los activos japoneses en el archipiélago. Los holandeses declararon la guerra a Japón tras el ataque del 7 de diciembre de 1941 a Pearl Harbor. La invasión japonesa de las Indias Orientales Neerlandesas comenzó el 10 de enero de 1942 y el Ejército Imperial Japonés invadió toda la colonia en menos de tres meses. Los holandeses se rindieron el 8 de marzo. Inicialmente, la mayoría de los indonesios dieron la bienvenida a los japoneses como libertadores de sus amos coloniales holandeses. Sin embargo, el sentimiento cambió, ya que entre 4 y 10 millones de indonesios fueron reclutados como trabajadores forzosos (romusha) en proyectos de defensa y desarrollo económico en Java. Entre 200 000 y medio millón fueron enviados desde Java a las islas exteriores y hasta Birmania y Siam. De los sacados de Java, no más de 70 000 sobrevivieron a la guerra. Cuatro millones de personas murieron en las Indias Orientales Neerlandesas como resultado de la hambruna y el trabajo forzoso durante la ocupación japonesa, incluidas 30 000 muertes de internados civiles europeos.
En 1944-1945, las tropas aliadas evitaron en gran medida las Indias Orientales Neerlandesas y no lucharon para llegar a las partes más pobladas, como Java y Sumatra. Como tal, la mayor parte de las Indias Orientales Neerlandesas todavía estaba bajo ocupación en el momento de la rendición de Japón en agosto de 1945.
La ocupación fue el primer desafío serio para los holandeses en su colonia y puso fin al dominio colonial holandés. Al final, los cambios fueron tan numerosos y extraordinarios que la posterior Revolución Nacional de Indonesia se hizo posible. A diferencia de los holandeses, los japoneses facilitaron la politización de los indonesios hasta el nivel de las aldeas. Los japoneses educaron, entrenaron y armaron a muchos jóvenes indonesios y dieron voz política a sus líderes nacionalistas. Así, tanto a través de la destrucción del régimen colonial holandés como de la facilitación del nacionalismo indonesio, la ocupación japonesa creó las condiciones para la proclamación de la independencia de Indonesia a los pocos días de la rendición japonesa en el Pacífico. Sin embargo, los Países Bajos intentaron recuperar las Indias y se produjo una amarga lucha diplomática, militar y social de cinco años, lo que resultó en que los Países Bajos reconocieran la soberanía de Indonesia en diciembre de 1949.

## Antecedentes
Hasta 1942, lo que ahora es Indonesia era una colonia de los Países Bajos y se conocía como las Indias Orientales Neerlandesas. En 1929, durante el Despertar Nacional de Indonesia, los líderes nacionalistas de Indonesia Sukarno y Muhammad Hatta (más tarde presidente fundador y vicepresidente), previeron una Guerra del Pacífico y que un avance japonés en las Indias Orientales Neerlandesas podría ser ventajoso para la causa de la independencia.

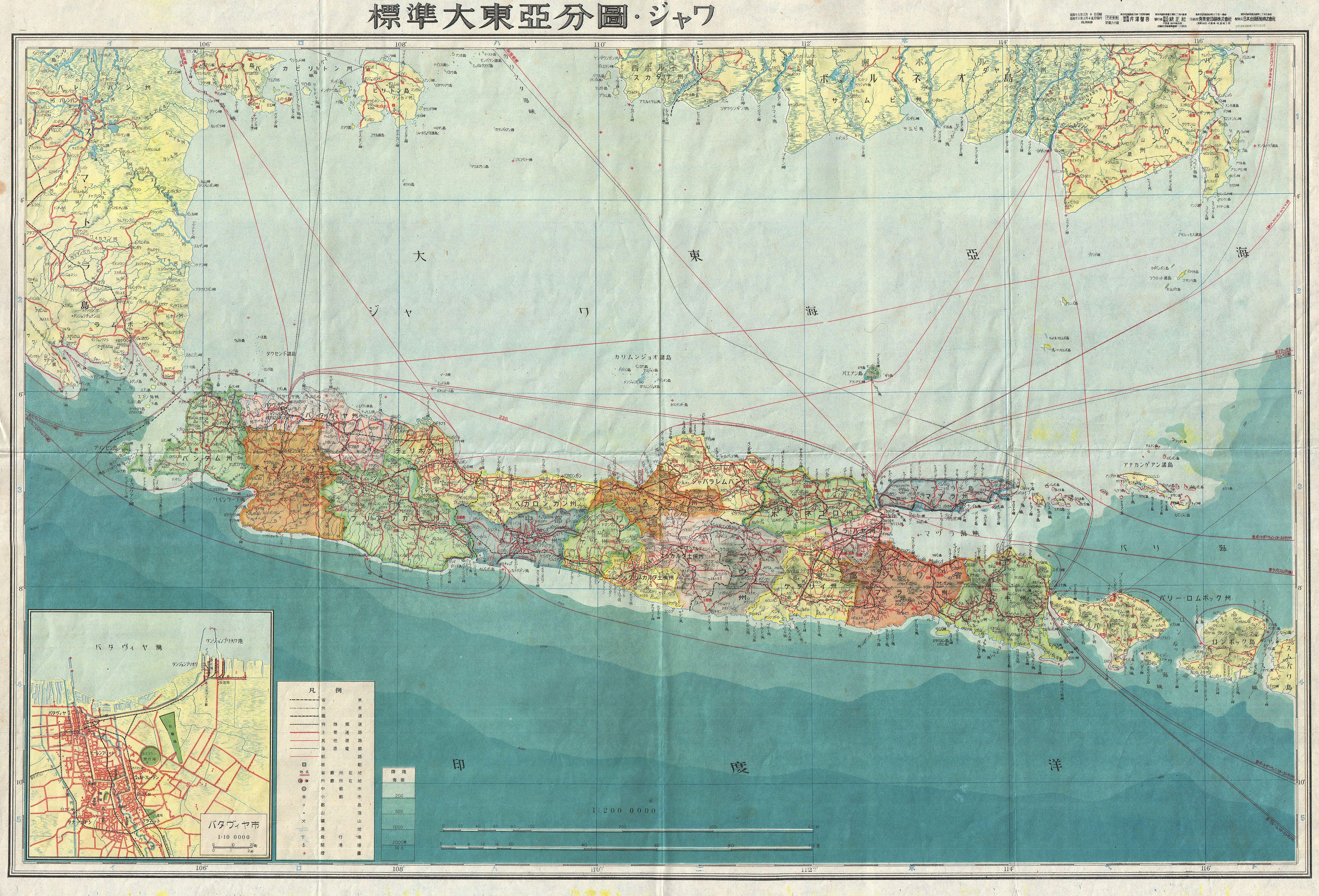
Mapa preparado por los japoneses durante la Segunda Guerra Mundial, que representa a Java, la isla más poblada de las Indias Orientales Neerlandesas.

Los japoneses corrieron la voz de que eran la Luz de Asia. Japón fue la única nación asiática que se transformó con éxito en una sociedad tecnológica moderna a fines del siglo XIX y se mantuvo independiente cuando la mayoría de los países asiáticos estaban bajo el poder europeo o estadounidense y habían derrotado a una potencia europea, Rusia, en la guerra. Después de su campaña militar en China, Japón centró su atención en el Sudeste Asiático, defendiendo a otros asiáticos una Esfera de Coprosperidad de la Gran Asia oriental, que describieron como un tipo de zona comercial bajo el liderazgo japonés. Los japoneses habían extendido gradualmente su influencia por Asia en la primera mitad del siglo XX y durante las décadas de 1920 y 1930 habían establecido vínculos comerciales en las Indias. Estos iban desde peluqueros de pequeñas ciudades, estudios fotográficos y vendedores, hasta grandes almacenes y empresas como Suzuki y Mitsubishi que se involucraron en el comercio del azúcar.
La población japonesa alcanzó su punto máximo en 1931 con 6949 residentes antes de comenzar una disminución gradual, en gran parte debido a las tensiones económicas entre Japón y el gobierno de las Indias Neerlandesas. Su gobierno había enviado a varios japoneses para establecer vínculos con los nacionalistas indonesios, en particular con los partidos musulmanes, mientras que los nacionalistas indonesios fueron patrocinados para visitar Japón. Tal estímulo del nacionalismo indonesio era parte de un plan japonés más amplio para una Asia para los asiáticos. La agresión japonesa en Manchuria y China a fines de la década de 1930 provocó ansiedad entre los chinos en Indonesia, quienes establecieron fondos para apoyar el esfuerzo antijaponés. Los servicios de inteligencia holandeses también monitorearon a los japoneses que vivían en Indonesia.
En noviembre de 1941, Madjlis Rakjat Indonesia, una organización indonesia de grupos religiosos, políticos y sindicales, presentó un memorando al Gobierno de las Indias Orientales Neerlandesas solicitando la movilización del pueblo indonesio ante la amenaza de guerra. El memorando fue rechazado porque el Gobierno no consideraba que Madjlis Rakyat Indonesia fuera representante del pueblo. Menos de cuatro meses después, los japoneses habían ocupado el archipiélago.

## Invasión
Artículo principal: Campaña de las Indias Orientales Neerlandesas

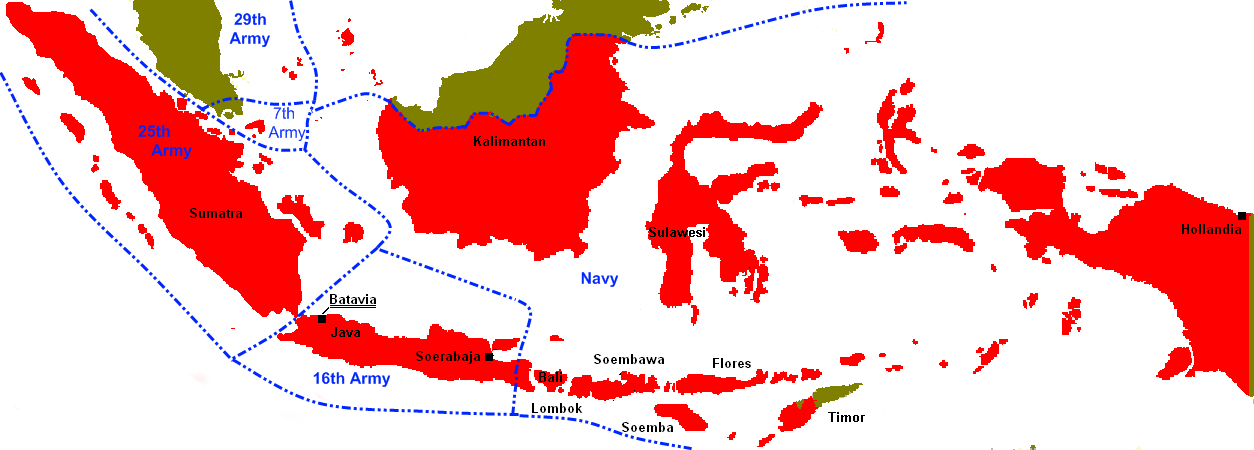
Mapa de las áreas administrativas japonesas después de abril de 1943.

El 8 de diciembre de 1941, el gobierno neerlandés en el exilio declaró la guerra a Japón. En enero se formó el Comando Estadounidense-Británico-Neerlandés-Australiano (ABDACOM) para coordinar las fuerzas aliadas en el Sudeste Asiático, bajo el mando del general Archibald Wavell. En las semanas previas a la invasión, altos funcionarios del gobierno holandés se exiliaron y se llevaron presos políticos, familiares y personal a Australia. Antes de la llegada de las tropas japonesas, hubo conflictos entre grupos indonesios rivales en los que murieron, desaparecieron o se escondieron personas. Las propiedades chinas y holandesas fueron saqueadas y destruidas.
La invasión a principios de 1942 fue rápida y completa. En enero de 1942, partes de Célebes y Kalimantan estaban bajo control japonés. En febrero, los japoneses habían desembarcado en Sumatra, donde alentaron a los acehneses a rebelarse contra los holandeses. El 19 de febrero, después de haber tomado Ambon, la Fuerza Oriental de Operaciones japonesa aterrizó en Timor, lanzó una unidad especial de paracaidistas en Timor Occidental cerca de Kupang y aterrizó en el área de Dili en el Timor portugués para expulsar a las fuerzas aliadas que habían invadido en diciembre. El 27 de febrero, el último esfuerzo de la armada aliada para contener a Japón fue desbaratado por su derrota en la batalla del Mar de Java. Del 28 de febrero al 1 de marzo de 1942, las tropas japonesas desembarcaron en cuatro lugares a lo largo de la costa norte de Java casi sin ser detectados. Los combates más feroces habían tenido lugar en puntos de invasión en Ambon, Timor, Kalimantan y en el mar de Java. En lugares donde no había tropas holandesas, como Bali, no hubo combates. El 9 de marzo, el comandante holandés se rindió junto con el gobernador general Alidius Warmoldus Lambertus Tjarda van Starkenborgh Stachouwer.
La ocupación japonesa fue recibida inicialmente con entusiasmo optimista por los indonesios que acudieron al encuentro del ejército japonés ondeando banderas y gritando frases como "Japón es nuestro hermano mayor" y "banzai Dai Nippon". A medida que avanzaban los japoneses, los indonesios rebeldes en prácticamente todas las partes del archipiélago mataron a grupos de europeos (en particular, los holandeses) e informaron a los japoneses de manera confiable sobre el paradero de grupos más grandes. Como señaló el famoso escritor indonesio Pramoedya Ananta Toer: "Con la llegada de los japoneses, casi todos estaban llenos de esperanza, excepto aquellos que habían trabajado al servicio de los holandeses".

## Administración japonesa
Esperando que los japoneses mantuvieran a los administradores holandeses para dirigir la colonia, la mayoría de los holandeses se habían negado a irse. En cambio, fueron enviados a campos de detención y se instalaron reemplazos japoneses o indonesios en puestos superiores y técnicos. Las tropas japonesas tomaron el control de la infraestructura y los servicios gubernamentales, como los puertos y los servicios postales. Además de los 100 000 civiles europeos (y algunos chinos) internados, 80 000 soldados aliados holandeses, británicos, australianos y estadounidenses fueron a campos de prisioneros de guerra donde las tasas de mortalidad oscilaban entre el 13 y el 30 %. La clase dominante de Indonesia (compuesta por funcionarios y políticos locales que anteriormente habían trabajado para el gobierno colonial holandés) cooperó con las autoridades militares japonesas, quienes a su vez ayudaron a mantener en el poder a las élites políticas locales y las emplearon para abastecer a los japoneses recién llegados. empresas y empresas industriales y las fuerzas armadas (principalmente unidades militares y policiales auxiliares dirigidas por el ejército japonés en las Indias Orientales Neerlandesas). La cooperación de Indonesia permitió que el gobierno militar japonés se concentrara en asegurar las vías fluviales y los cielos del gran archipiélago y usar sus islas como puestos de defensa contra cualquier ataque aliado (que se suponía que probablemente provendría de Australia).
Los japoneses dividieron Indonesia en tres regiones separadas; Sumatra (junto con Malasia) se colocó bajo el 25.º Ejército, Java y Madura estaban bajo el 16.º Ejército, mientras que Borneo y el este de Indonesia estaban controlados por la 2.ª Flota del Sur de la Armada Imperial Japonesa con base en Macasar. El 16.º Ejército tenía su cuartel en Yakarta y el 25.º Ejército tenía su cuartel en Singapur hasta abril de 1943, cuando su mando se redujo a solo Sumatra y el cuartel general se trasladó a Bukittinggi.
En Java, el 16.º Ejército japonés había planeado administrar Java como una sola entidad. Sin embargo, el ejército no había traído suficientes expertos en administración para establecer un cuerpo separado. Un gran número de residentes japoneses en Java, que podrían haber aconsejado a los ocupantes, fueron llevados a Australia al estallar la guerra, mientras que un grupo de administradores civiles murió en la batalla del Mar de Java. Los problemas se vieron agravados por el hecho de que muy pocos indonesios hablaban japonés. Fue solo en agosto de 1942 que la administración se separó formalmente del mando del ejército. El gobierno militar (en japonés: 軍政, romanizado: gunsei) estaba entonces encabezado por el jefe de personal del 16.º  Ejército (en japonés: 軍政官, romanizado: gunseikan). Su adjunto encabezó la sección más importante de la administración, el Departamento de Asuntos Generales (en japonés: 総務部, romanizado: sōmubu), que actuaba como secretaría y emitía políticas. Hubo tres Guneikan para Java durante la ocupación:
- Hitoshi Imamura
- Kumakichi Harada
- Moichiro Yamamoto

Sumatra también tenía un Gunseikan. En la región controlada por la marina, el plan era convertir el área en una colonia permanente administrada por burócratas civiles japoneses, pero todavía subordinada a la marina. Por lo tanto, la Armada Imperial Japonesa trajo administradores con ellos. El administrador civil en jefe (en japonés: 総官, romanizado: sōkan) informaba directamente al comandante de la Flota del Sudoeste. Bajo el Sōkan había tres departamentos administrativos regionales con sede en Macasar, Banjarmasin y Ambon.

## Trato hacia la población indonesia
La experiencia de la ocupación variaba considerablemente, según el lugar donde se vivía y la posición social. Muchos de los que vivían en áreas consideradas importantes para el esfuerzo bélico experimentaron tortura, esclavitud sexual, arrestos y ejecuciones arbitrarias y otros crímenes de guerra. Muchos miles de personas fueron sacadas de Indonesia como trabajadores forzados (romusha) para proyectos militares japoneses, incluidos los ferrocarriles Birmania-Siam y Saketi-Bayah, y sufrieron o murieron como resultado de los malos tratos y el hambre. Entre 200 000 y medio millón de romushas reclutados en Java fueron obligados a trabajar por el ejército japonés.
Decenas de miles de indonesios morirían de hambre, trabajarían como esclavos o serían obligados a abandonar sus hogares. En la Revolución Nacional que siguió, decenas, incluso cientos, de miles morirían luchando contra los japoneses, las fuerzas aliadas y otros indonesios, antes de que se lograra la independencia. Un informe posterior de las Naciones Unidas indicó que 4 000 000 de personas murieron en Indonesia como resultado de la hambruna y los trabajos forzados durante la ocupación japonesa, incluidas 30 000 muertes de internados civiles europeos. Un estudio del gobierno holandés que describe cómo el ejército japonés reclutó a mujeres como prostitutas por la fuerza en Indonesia concluyó que entre las 200 a 300 mujeres europeas que trabajaban en los burdeles militares japoneses, "unas sesenta y cinco fueron forzadas a ejercer la prostitución". Otras mujeres jóvenes (y sus familias), enfrentadas a diversas presiones en los campos de internamiento o en la sociedad en tiempos de guerra, aceptaron ofertas de trabajo, cuya naturaleza muchas veces no se mencionaba explícitamente.

### Resistencia

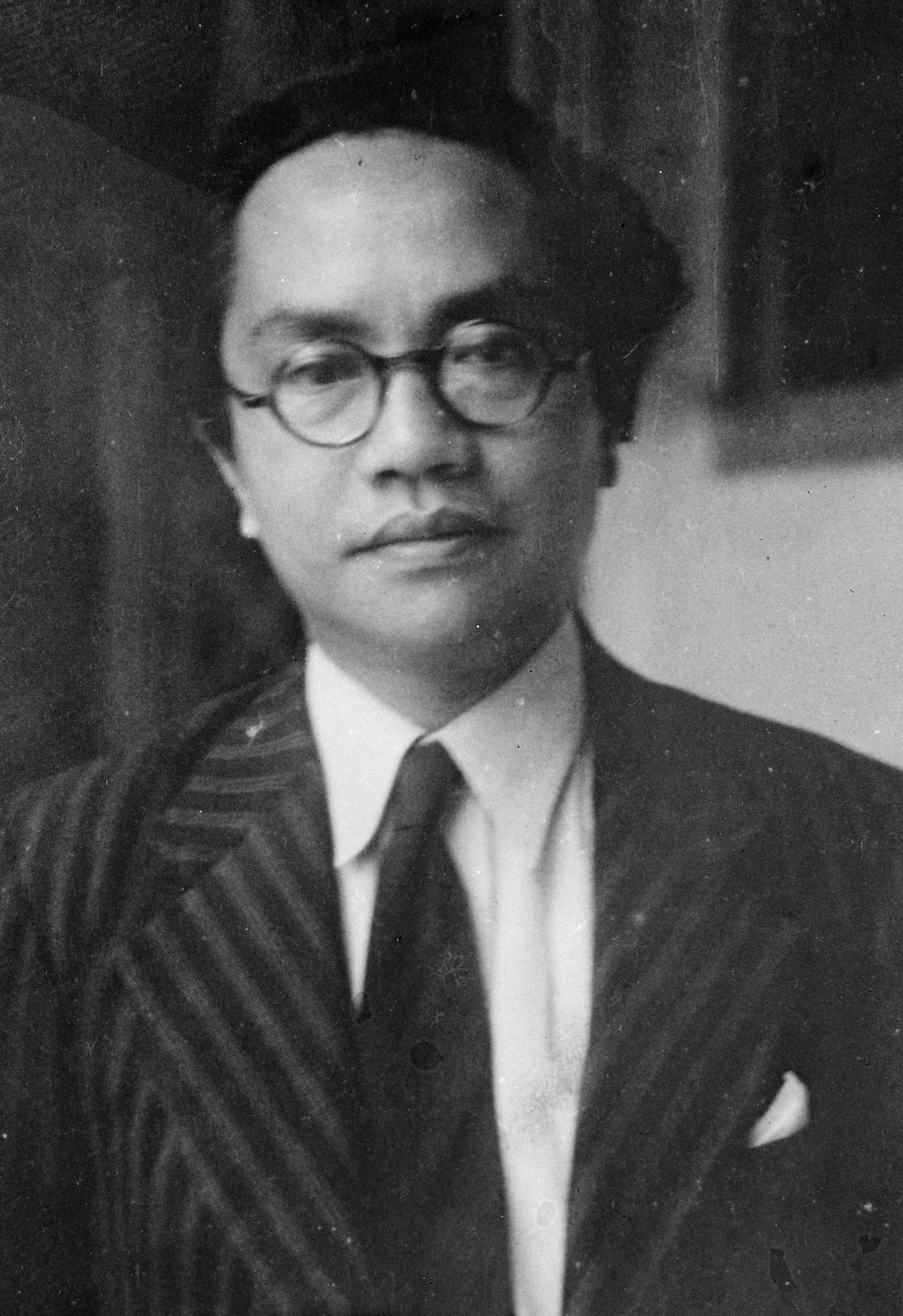
El nacionalista indonesio Amir Sjarifuddin organizó una resistencia clandestina contra la ocupación japonesa.

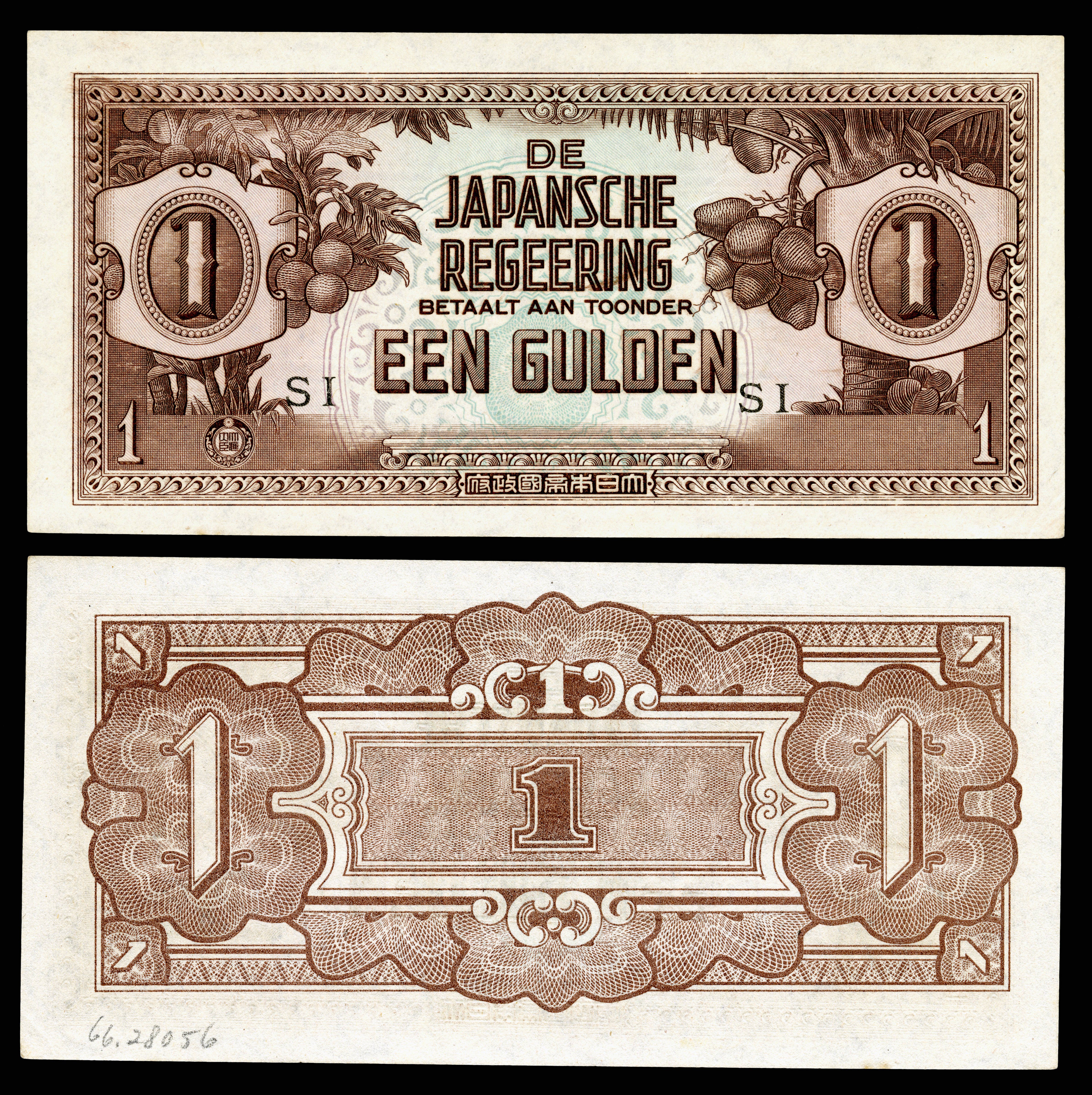
Roepiah de las Indias Orientales Neerlandesas.

Junto a Sutan Sjahrir, que dirigió la clandestinidad estudiantil (Pemuda), el único político de oposición destacado fue el izquierdista Amir Sjarifuddin, a quien los holandeses le dieron 25 000 florines a principios de 1942 para organizar una resistencia clandestina a través de sus conexiones marxistas y nacionalistas. Los japoneses arrestaron a Amir en 1943, y solo escapó de la ejecución luego de la intervención de Sukarno, cuya popularidad en Indonesia y, por lo tanto, la importancia para el esfuerzo bélico fue reconocida por los japoneses. Aparte del grupo con base en Surabaya de Amir, las actividades pro-aliadas activas se encontraban entre los chinos, amboneses y manadoneses.
En septiembre de 1943 en Amuntai en Kalimantan del Sur hubo un intento de establecer un estado islámico, pero fue derrotado por completo. En los incidentes de Pontianak de 1943-1944, los japoneses orquestaron un arresto masivo de élites malayas y árabes, chinos, javaneses, manadoneses, dayaks, bugis, bataks, minangkabau, holandeses, indios y euroasiáticos en Kalimantan, incluidos todos los sultanes malayos, los acusó de conspirar para derrocar el dominio japonés y luego los masacraron. Los japoneses afirmaron falsamente que todos esos grupos étnicos y organizaciones como el islámico Pemuda Muhammadijah estaban involucrados en un complot para derrocar a los japoneses y crear una "República Popular de Borneo Occidental" (Negara Rakyat Borneo Barat). Los japoneses afirmaron que "sultanes, chinos, funcionarios del gobierno indonesio, indios y árabes, que habían sido antagónicos entre sí, se unieron para masacrar a los japoneses", y nombraron al sultán del Sultanato de Pontianak como uno de los "cabecillas" en el rebelión planeada. Hasta 25 aristócratas, parientes del sultán de Pontianak y muchas otras personas prominentes fueron nombrados participantes en el complot por los japoneses y luego ejecutados en Mandor. Los sultanes de Pontianak, Sambas, Ketapang, Soekadana, Simbang, Koeboe, Ngabang, Sanggau, Sekadau, Tajan, Singtan y Mempawa fueron ejecutados por los japoneses, respectivamente, sus nombres eran Sjarif Mohamed Alkadri, Mohamad Ibrahim Tsafdedin, Goesti Saoenan, Tengkoe Idris, Goesti Mesir, Sjarif Saleh, Goesti Abdoel Hamid, Ade Mohamad Arif, Goesti Mohamad Kelip, Goesti Djapar, Raden Abdul Bahri Danoe Perdana y Mohammed Ahoufiek. Se les conoce como los "12 Dokoh". En Java, los japoneses encarcelaron a Syarif Abdul Hamid Alqadrie, hijo del sultán Syarif Mohamad Alkadrie (Sjarif Mohamed Alkadri). Dado que estaba en Java durante las ejecuciones, el futuro Hamid II fue el único varón de su familia que no murió, mientras que los japoneses decapitaron a los otros 28 parientes varones de Pontianak Sultan Mohammed Alkadri. Más tarde, en 1944, los Dayaks asesinaron a un japonés llamado Nakatani, que estuvo involucrado en el incidente y que era conocido por su crueldad. El cuarto hijo del sultán de Pontianak Mohamed Alkadri, Pengeran Agoen (Pangeran Agung), y otro hijo, Pengeran Adipati (Pangeran Adipati), fueron asesinados por los japoneses en el incidente. Los japoneses habían decapitado tanto a Pangeran Adipati como a Pangeran Agung en una ejecución pública. El exterminio japonés de la élite malaya de Pontianak allanó el camino para que surgiera una nueva élite dayak en su lugar. Según Mary F. Somers Heidhues, durante mayo y junio de 1945, los dayaks mataron a algunos japoneses en una rebelión en Sanggau. Según Jamie S. Davidson, esta rebelión, durante la cual murieron muchos dayaks y japoneses, ocurrió desde abril hasta agosto de 1945 y se denominó "Guerra de Majang Desa". Los incidentes de Pontianak están divididos por académicos en dos incidentes, clasificados de diversas formas según asesinatos en masa y arrestos, que ocurrieron en varias etapas en diferentes fechas. El incidente de Pontianak impactó negativamente a la comunidad china en Kalimantan.
Los Ulama de Aceh (clérigos islámicos) lucharon contra los holandeses y los japoneses, rebelándose contra los holandeses en febrero de 1942 y contra Japón en noviembre de 1942. La revuelta fue dirigida por la Asociación de Eruditos Religiosos de All-Aceh (PUSA), y se centró alrededor de la escuela religiosa del pueblo de Tjot Plieng. Las tropas japonesas armadas con morteros y ametralladoras fueron atacadas por habitantes de Aceh armados con espadas dirigidos por Tengku Abdul Djalil. Los japoneses sufrieron 18 muertos en el levantamiento, mientras que más de cien habitantes de Aceh murieron y la escuela y la mezquita del pueblo fueron destruidas.

### Esfuerzo japonés por crear un Estado títere

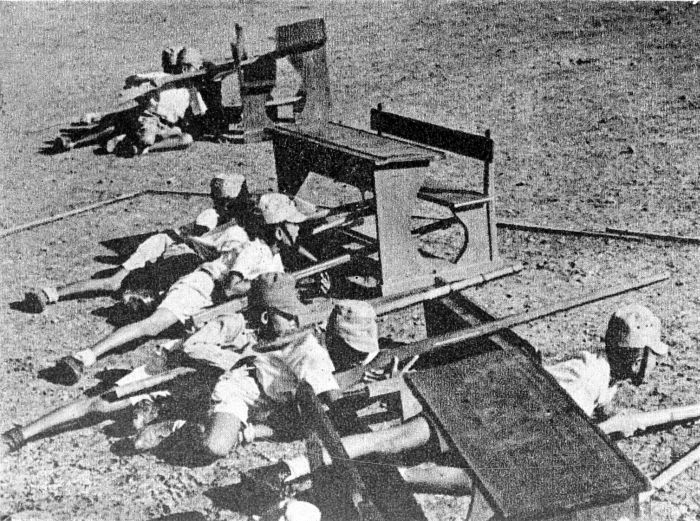
Jóvenes indonesios siendo entrenados por el Ejército Imperial Japonés

En las décadas anteriores a la guerra, los holandeses habían tenido un éxito abrumador en la supresión del pequeño movimiento nacionalista en Indonesia, de modo que los japoneses resultaron fundamentales para la próxima independencia de Indonesia. Durante la ocupación, los japoneses alentaron y respaldaron los sentimientos nacionalistas de Indonesia, crearon nuevas instituciones indonesias y promovieron a líderes nacionalistas como Sukarno. La apertura ahora brindada al nacionalismo indonesio, combinada con la destrucción japonesa de gran parte del estado colonial holandés, fue fundamental para la Revolución Nacional de Indonesia que siguió a la Segunda Guerra Mundial.
A medida que la expansión territorial de Japón se detuvo y luego se revirtió, el 16.º Ejército acuartelado en Java, se volvió más favorable a la idea de la participación de Indonesia en el gobierno de Java. Se estableció una Junta Asesora Central, encabezada por la figura independentista de antes de la guerra Sukarno, con indonesios designados como asesores. En octubre de 1943, los japoneses establecieron una fuerza voluntaria para defenderse de una futura invasión aliada, los Defensores de la Patria (en indonesio: Pembela Tanah Air, PETA; en japonés: 郷土防衛義勇軍, romanizado: kyōdo bōei giyūgun) Luego, en 1944, se formó el Ejército de Voluntarios para la Defensa Nacional de Java (Jawa Hokokai) para movilizar a las masas a favor de los intereses japoneses.
El 7 de septiembre de 1944, el primer ministro japonés, Kuniaki Koiso, prometió la independencia de las Indias Orientales "en el futuro". Luego, las autoridades de Java permitieron ondear la bandera de Indonesia en los edificios del Jawa Hokokai. El contraalmirante Tadashi Maeda, que ejercía de Oficial de enlace naval en Batavia proporcionó fondos oficiales para los recorridos por el archipiélago de Sukarno y su compañero activista independentista Hatta, oficialmente como parte de sus responsabilidades en el Jawa Hokokai. En octubre de 1944, Maeda construyó una residencia para preparar líderes juveniles para una Indonesia independiente. Con la situación de guerra cada vez más grave, en marzo de 1945 los japoneses anunciaron la formación de un Comité de Investigación para la Preparación de la Independencia (BPUPK), integrado por miembros de la generación política anterior, incluidos Sukarno y Hatta. Presidida por Rajiman Wediodiningrat, en dos sesiones en mayo y junio, decidió sobre la base de una nación independiente y elaboró un proyecto de constitución. Mientras tanto, los activistas más jóvenes, conocidos como pemuda, querían movimientos mucho más abiertos hacia la independencia de los que la generación anterior estaba dispuesta a arriesgar, lo que resultó en una división entre las generaciones.
El 29 de abril de 1945, el teniente general Kumakichi Harada, comandante del 16.º Ejército en Java, estableció el Comité de Investigación para la Preparación de la Independencia (en indonesio: Badan Penyelidik Usaha Persiapan Kemerdekaan (BPUPK); en japonés: 独立準備調査会, Dokuritsu Junbi Chōsakai), como la etapa inicial del establecimiento de la independencia para el área bajo el control del 16.º Ejército.

## Fin de la ocupación
El general MacArthur quería abrirse camino con las tropas aliadas para liberar Java en 1944-1945, pero el estado mayor conjunto y el presidente Roosevelt le ordenaron que no lo hiciera. La ocupación japonesa terminó oficialmente con la rendición japonesa en el Pacífico y dos días después, Sukarno declaró la independencia de Indonesia; Las fuerzas indonesias pasaron los siguientes cuatro años luchando contra los holandeses por la independencia. Según el historiador Theodore Friend, la restricción estadounidense de abrirse camino en Java salvó vidas de japoneses, javaneses, holandeses y estadounidenses, pero también impidió el apoyo internacional a la independencia de Indonesia.
Al final de la guerra, había alrededor de 300 000 civiles y militares japoneses en las Indias Orientales. Las Indias Orientales Neerlandesas, junto con la Indochina francesa, fueron transferidas del Comando del Área del Pacífico Sudoccidental liderado por Estados Unidos al Comando del Sudeste Asiático liderado por el Reino Unido a partir del 15 de agosto de 1945. En consecuencia, el Reino Unido se convirtió en la nación líder en la reocupación del territorios. Las prioridades para la ocupación del Reino Unido eran tomar la rendición y repatriar a las fuerzas japonesas, y también la operación de Recuperación de Prisioneros de Guerra Aliados e Internados (RAPWI). La repatriación de prisioneros de guerra japoneses se retrasó debido a su baja prioridad para el transporte marítimo en el Allied Shipping Pool. Para abril de 1946, solo 48 000 habían sido repatriados, sin embargo, la mayoría fueron evacuados en mayo y junio. Sin embargo, alrededor de 100 000 prisioneros de guerra japoneses fueron retenidos para usarlos como mano de obra hasta principios de 1946. Se informó que aproximadamente 25 000 soldados japoneses se aliaron con los nacionalistas indonesios y posteriormente quedaron fuera del control aliado. Algunos finalmente se asimilaron a las comunidades locales. Muchos de estos soldados se unieron a las TNI u otras organizaciones militares de Indonesia, y varios de estos exsoldados japoneses murieron durante la Revolución Indonesia, como Abdul Rachman (Ichiki Tatsuo).

Las etapas finales de la guerra se iniciaron en octubre de 1945 cuando, de acuerdo con los términos de su rendición, los japoneses intentaron restablecer la autoridad que cedieron a los indonesios en los pueblos y ciudades. La policía militar japonesa mató a los pemuda republicanos en Pekalongan (Java Central) el 3 de octubre, y las tropas japonesas expulsaron a los pemuda republicanos de Bandung en Java Occidental y entregaron la ciudad a los británicos, pero la lucha más feroz que involucró a los japoneses fue en Semarang. El 14 de octubre, las fuerzas británicas comenzaron a ocupar la ciudad. Las fuerzas republicanas en retirada tomaron represalias matando entre 130 y 300 prisioneros japoneses que tenían. 500 japoneses y 2000 indonesios habían muerto y los japoneses casi habían capturado la ciudad seis días después cuando llegaron las fuerzas británicas.
Yo, por supuesto, sabía que nos habíamos visto obligados a mantener tropas japonesas bajo las armas para proteger nuestras líneas de comunicación y áreas vitales... pero, sin embargo, fue un gran shock para mí encontrar más de mil tropas japonesas custodiando las nueve millas de carretera del aeropuerto al pueblo.
— Lord Mountbatten de Birmania en abril de 1946 después de visitar Sumatra, refiriéndose al uso de personal japonés entregado.
Desde el 6 de marzo de 1946 hasta el 24 de diciembre de 1949, las autoridades holandesas que regresaron llevaron a cabo 448 juicios por crímenes de guerra contra 1038 sospechosos. 969 de ellos fueron condenados (93,4 %) y 236 (24,4 %) recibieron una sentencia de muerte.